# Ежеголовник узколистный
Ежеголо́вник узколи́стный (лат. Spargánium angustifólium) — многолетнее водное и болотное травянистое растение, вид рода Ежеголовник.

## Ботаническое описание

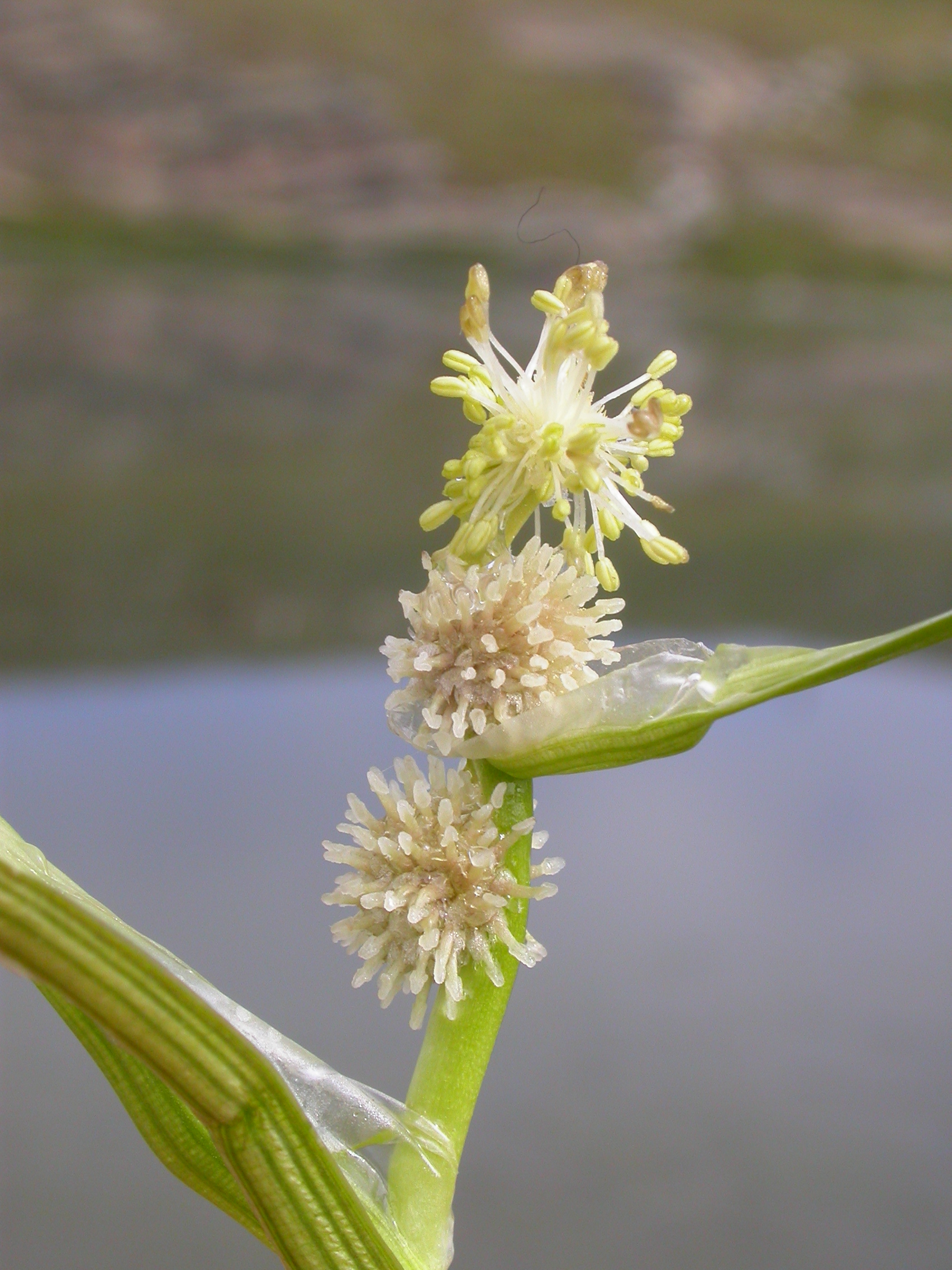
Соцветие

Стебель равномерно облиственный, слабый, легко перемещаемый водой.
Листья очерёдные, без язычков, линейные, цельные, цельнокрайные.
У ежеголовника узколистного есть две жизненные формы. Водная форма с плавающим стеблем имеет свободно плавающие на поверхности воды длинные (до 1 м длиной), очень узкие и тонкие, длинно заострённые не килеватые листья. Реже этот вид представлен наземной формой с прикрепляющимися к грунту торчащими (до 30 см длиной) стеблями и листьями, погружёнными в воду или плавающими.
Соцветие обычно укороченное, лишённое нормально развитых листьев, не ветвящееся, состоит из двух—четырёх сближенных шаровидных головок тычиночных цветков и одного—четырёх сидячих (или на ножках) головок пестичных цветков. Головки из пестичных цветков могут располагаться на ножках в пазухах листьев. Кроющие листья широкостеблеобъемлющие. Цветки однополые, погружены в воду, плавают на поверхности или приподняты над водой. Цветки, расположенные ниже на стебле и ветвях, — пестичные, выше по стеблю — тычиночные. Околоцветник состоит из пяти—шести мелких чешуевидных листочков. Тычинок три, пестик один. Пыльники до 1 мм длиной. Столбики до 1,5 мм длиной, рыльце до 1,25 мм длиной. Цветение в европейской части России в июне — июле.
Плоды, в совокупности образующие жёсткие, колючие шаровидные головки, — жёлто-коричневые, веретеновидные, кверху постепенно заострённые, с перетяжкой посередине, расположены на ножке. Плодоношение в европейской части России в июле — августе.

## Распространение и экология
Ежеголовник узколистный распространён в областях с умеренным климатом в Евразии и Северной Америке.
В России встречается преимущественно в северных областях европейской части (вплоть до Мурманска), в южной части Сибири и на Дальнем Востоке (в том числе на Камчатке).
Растёт в воде или по берегам озёр, реже по берегам рек. Размножается и распространяется семенами.